# Lockport (stad), New York
Lockport är en stad i Niagara County i delstaten New York i USA. Lockport har 22 279 invånare (2000).
Staden har sitt ursprung i en liten by som grundades 1829.